# Campionato del mediterraneo di scherma 2015
Il Campionato del mediterraneo di scherma del 2015 ("2015 Mediterranean Fencing Championships") è stato organizzato dalla Confederazione europea di scherma e si è svolto a Guadalajara in Spagna dal 30 gennaio al 1 febbraio.
Nella categoria "juniores" del fioretto, si sono aggiudicati i titoli di campione e campionessa del mediterraneo il portoghese Jose Charreu, che ha battuto in finale il croato Petar Fileš, e l'italiana Cecilia Maria Tempesta, che ha avuto la meglio sul la connazionale Arianna Pappone. Nella categoria "cadetti" del fioretto hanno trionfato il portoghese Jose Charreu, che ha sconfitto in finale il turco Engin Batuhan Menkuer, e l'italiana Caterina Pozzan, che ha battuto all'ultimo incontro la connazionale Arianna Pappone.
Nella spada il neo-campione e la neo campionessa "juniores" sono stati l'iberico Alvaro Ibanez, che ha battuto in finale l'italiano Amedeo Zancanella, e l'italiana Andrea Vittoria Rizzi, che ha superato la croata Paula Jukić. Nella categoria "cadetti" hanno vinto l'italiano Amedeo Zancanella, che ha battuto in finale l'iberico Javier Fernandez Perez, e l'italiana Alessandra Segatto, che ha sconfitto la croata Josipa Jolić.
Infine, nella competizione di sciabola della categoria "juniores", hanno trionfato il turco Enver Yildirim, superando l'egiziano Mohamed Amer, e l'iberica Sara Estrada, che ha sconfitto la connazionale Maria Teresa Betegon. Nella sciabola "cadetti" hanno vinto il titolo mediterraneo, l'iberico Inaki Bravo, che ha sconfitto l'elvetico Ugo Daniel Gamberoni, e l'iberica Carlota Del Valle, che ha battuto l'italiana Maria Chiara Palumbo.

## Podi

### Juniores

#### Uomini
| Specialità  | Oro            | Argento           | Bronzo                                 |
| Individuali |                |                   |                                        |
| Fioretto    | Jose Charreu   | Petar Fileš       | Roger Garcia-Alzorriz Rodrigo Sanguino |
| Spada       | Alvaro Ibanez  | Amedeo Zancanella | Angel Fabregat Pujol Alvaro Surano     |
| Sciabola    | Enver Yildirim | Mohamed Amer      | Fares Ferjani Alejandro Lorenzo        |

#### Donne
| Specialità  | Oro                    | Argento              | Bronzo                                       |
| Individuali |                        |                      |                                              |
| Fioretto    | Cecilia Maria Tempesta | Arianna Pappone      | Andrea Breteau Yara Elsharkawy               |
| Spada       | Andrea Vittoria Rizzi  | Paula Jukić          | Naiara Aldana Sara Billi                     |
| Sciabola    | Sara Estrada           | Maria Teresa Betegon | Maria Chiara Palumbo Marta Ruiz De Las Heras |

### Cadetti

#### Uomini
| Specialità  | Oro               | Argento                | Bronzo                                   |
| Individuali |                   |                        |                                          |
| Fioretto    | Jose Charreu      | Engin Batuhan Menkuer  | Luis Alfonso Delbergue Filippo Gasperini |
| Spada       | Amedeo Zancanella | Javier Fernandez Perez | Goncalo Alves Ahmed Elsayed              |
| Sciabola    | Inaki Bravo       | Ugo Daniel Gamberoni   | Alp Ege Koc Bruno Mozzetti               |

#### Donne
| Specialità  | Oro                | Argento              | Bronzo                                |
| Individuali |                    |                      |                                       |
| Fioretto    | Caterina Pozzan    | Arianna Pappone      | Ariadna Castro Cecilia Maria Tempesta |
| Spada       | Alessandra Segatto | Josipa Jolić         | Shirwit Gaber Andrea Vittoria Rizzi   |
| Sciabola    | Carlota Del Valle  | Maria Chiara Palumbo | Beyza Demiray Jimena Gonzalez Alcalde |

## Medagliere
| Pos.   | Nazione    | Oro | Argento | Bronzo | Totale |
| ------ | ---------- | --- | ------- | ------ | ------ |
| 1      | Italia     | 5   | 4       | 6      | 15     |
| 2      | Spagna     | 4   | 2       | 10     | 16     |
| 3      | Portogallo | 2   | 0       | 2      | 4      |
| 4      | Turchia    | 1   | 1       | 2      | 4      |
| 4      | Croazia    | 0   | 3       | 0      | 3      |
| 6      | Egitto     | 0   | 1       | 3      | 4      |
| 7      | Svizzera   | 0   | 1       | 0      | 1      |
| 8      | Tunisia    | 0   | 0       | 1      | 1      |
| Totale | Totale     | 12  | 12      | 24     | 48     |